# Kyrillos III
Kyrillos III (1859-1933, surnommé Kyrilloudin - "petit Kyrillos" - pour le différencier de Kyrillos II), fut évêque de Kyrenia puis archevêque de l'Église orthodoxe de Chypre.
Né dans le village de Prastio, dans la plaine de Mésorée, en 1859, il devient moine à l'âge de 13 ans au Monastère de Kykkos. Il étudie la philosophie et la théologie à l'Université d'Athènes. En 1895, il est élu évêque de Kyrenia. Puis à la mort de Kyrillos II, il est élu archevêque de Chypre le 11 novembre 1916. Ses adversaires à cette élection furent l'évêque de Kition Meletios, celui de Kykkos Kleopas et l'archimandrite Makarios Myriantheas, futur Makarios II.
Il était plus modéré que son prédécesseur Kyrillos II et accusé de complaisance avec l'occupant britannique.